# أليكس نوكس
أليكس نوكس (بالإنجليزية: Alex Knox)‏ هو لاعب كرة قدم أمريكي، ولد في 21 يونيو 1997 في إنديانابوليس في الولايات المتحدة.